# 서울특별시도 제90호선
서울특별시도 제90호선은 서울특별시 양천구 신정동 신정교에서 시작하여 강동구 암사동 선사사거리까지 이르는 서울특별시도로, 도로안내를 위해 부여된 번호이다. 총 연장은 28.3km이며 서울특별시도 중에서 동서축 7호 시도이다.

## 설명
이 도로는 신정교에서 시작되어 도림천 고가차도를 거쳐 신풍역을 지나 7호선을 따라 내방역에 이른다. 이후 내방역에서 서초역 사이 구간은 국군정보사령부에 의해 단절되어 있었으나 서리풀터널이 2019년 4월 22일에 개통하여 연결되었다. 서초역부터는 2호선을 따라 잠실역에 다다러서 8호선을 따라가며 암사역을 지난다. 선사사거리가 이 노선의 종점이며, 계속 직진하면 암사동 선사주거지에 이른다.

## 경유하는 도로
- 도림천로 - 대방천로 - 도림로 - 신풍로 - 상도로 - 사당로 - 서초대로 - 테헤란로 - 올림픽로

## 노선
| 구간                                                                | 이름                                                        | 접속 노선                                                        | 소재지      | 소재지                                                   | 비고                                 |
| 신목로 직결                                                         | 신목로 직결                                                 | 신목로 직결                                                      | 신목로 직결 | 신목로 직결                                              | 신목로 직결                          |
| ------------------------------------------------------------------- | ----------------------------------------------------------- | ---------------------------------------------------------------- | ----------- | -------------------------------------------------------- | ------------------------------------ |
| 도림천로                                                            | 신정교 교차로 (서단)                                        | 안양천로                                                         | 서울특별시  | 양천구                                                   |                                      |
| 도림천로                                                            | 신정교                                                      |                                                                  | 서울특별시  | 구로구                                                   |                                      |
| 도림천로                                                            | 신정교 교차로 (동단)                                        | 국도 제1호선 (서부간선도로)                                      | 서울특별시  | 영등포구                                                 | 신도림고가차도 구간 (도림천고가차도) |
| 도림천로                                                            | (이름 없음)                                                 | 경인로71길 국도 제46호선 (경인로) 서울특별시도 제60호선 (경인로) | 서울특별시  | 영등포구                                                 | 신도림고가차도 구간 (도림천고가차도) |
| 도림천로                                                            | (신도림고가램프)                                            | 도림천로                                                         | 서울특별시  | 영등포구                                                 | 신도림고가차도 구간 (도림천고가차도) |
| 대방천로                                                            | (신도림고가램프)                                            | 도림천로                                                         | 서울특별시  | 영등포구                                                 | 신도림고가차도 구간 (도림천고가차도) |
| (신도림고가입구)                                                    | 도영로                                                      |                                                                  | 서울특별시  | 영등포구                                                 | 신도림고가차도 구간 (도림천고가차도) |
| 신도림고가차도앞 교차로                                             | 도신로                                                      |                                                                  | 서울특별시  | 영등포구                                                 |                                      |
| 성락빌딩앞 교차로                                                   | 가마산로                                                    |                                                                  | 서울특별시  | 영등포구                                                 |                                      |
| 신길광장공원 교차로                                                 | 대방천로 도림로                                             |                                                                  | 서울특별시  | 영등포구                                                 |                                      |
| 신길광장공원 교차로                                                 | 대방천로 도림로                                             | 도림로                                                           | 서울특별시  | 영등포구                                                 |                                      |
| 대영초교 교차로                                                     | 도림로                                                      |                                                                  | 서울특별시  | 영등포구                                                 |                                      |
| 대영초교 교차로                                                     | 도림로                                                      | 신풍로                                                           | 서울특별시  | 영등포구                                                 |                                      |
| 신풍역 교차로                                                       | 신길로                                                      |                                                                  | 서울특별시  | 영등포구                                                 |                                      |
| 보라매역 교차로                                                     | 서울특별시도 제21호선 (여의대방로)                          |                                                                  | 서울특별시  | 영등포구                                                 |                                      |
| 보라매역 교차로                                                     | 서울특별시도 제21호선 (여의대방로)                          | 상도로                                                           | 서울특별시  | 동작구                                                   |                                      |
| 신대방삼거리역 교차로                                               | 보라매로                                                    | 상도로                                                           | 서울특별시  | 동작구                                                   |                                      |
| (이름 없음)                                                         | 성대로                                                      | 상도로                                                           | 서울특별시  | 동작구                                                   |                                      |
| 장승배기 교차로 (장승배기역)                                        | 장승배기로                                                  | 상도로                                                           | 서울특별시  | 동작구                                                   |                                      |
| (이름 없음)                                                         | 만양로 상도로34길                                           | 상도로                                                           | 서울특별시  | 동작구                                                   |                                      |
| 상도역 교차로                                                       | 양녕로                                                      | 상도로                                                           | 서울특별시  | 동작구                                                   |                                      |
| 숭실대입구역 교차로                                                 | 상도로                                                      | 상도로                                                           | 서울특별시  | 동작구                                                   |                                      |
| 숭실대입구역 교차로                                                 | 상도로                                                      | 사당로                                                           | 서울특별시  | 동작구                                                   |                                      |
| 숭실대학교                                                          |                                                             |                                                                  | 서울특별시  | 동작구                                                   |                                      |
| (이름 없음)                                                         | 서달로 관악로40길 사당로2길                                 |                                                                  | 서울특별시  | 동작구                                                   |                                      |
| 총신대학교 사당캠퍼스                                               |                                                             |                                                                  | 서울특별시  | 동작구                                                   |                                      |
| 남성역 교차로                                                       | 솔밭로                                                      |                                                                  | 서울특별시  | 동작구                                                   |                                      |
| 남성초등학교 교차로                                                 | 사당로23길                                                  |                                                                  | 서울특별시  | 동작구                                                   |                                      |
| 이수역 교차로                                                       | 동작대로                                                    |                                                                  | 서울특별시  | 동작구                                                   |                                      |
| 이수역 교차로                                                       | 동작대로                                                    | 서초대로                                                         | 서울특별시  | 서초구                                                   |                                      |
| (사방교)                                                            | 방배천로                                                    | 서초대로                                                         | 서울특별시  | 서초구                                                   |                                      |
| 방배초교입구 교차로                                                 | 도구로                                                      | 서초대로                                                         | 서울특별시  | 서초구                                                   |                                      |
| (이름 없음)                                                         | 방배중앙로                                                  | 서초대로                                                         | 서울특별시  | 서초구                                                   |                                      |
| 내방역 교차로                                                       | 방배로                                                      | 서초대로                                                         | 서울특별시  | 서초구                                                   |                                      |
| 서리풀터널                                                          |                                                             | 서초대로                                                         | 서울특별시  | 서초구                                                   |                                      |
| (이름 없음)                                                         | 동광로 명달로                                               | 서초대로                                                         | 서울특별시  | 서초구                                                   |                                      |
| 대법원                                                              |                                                             | 서초대로                                                         | 서울특별시  | 서초구                                                   |                                      |
| 서초역 교차로                                                       | 서울특별시도 제31호선 (반포대로)                            | 서초대로                                                         | 서울특별시  | 서초구                                                   |                                      |
| (교차로 이름 없음) 서울중앙지방검찰청 서울고등법원 서울중앙지방법원 | 법원로                                                      | 서초대로                                                         | 서울특별시  | 서초구                                                   |                                      |
| 법원.검찰청 교차로 (교대역)                                         | 서초중앙로                                                  | 서초대로                                                         | 서울특별시  | 서초구                                                   |                                      |
| 진흥아파트 교차로                                                   | 서운로                                                      | 서초대로                                                         | 서울특별시  | 서초구                                                   |                                      |
| 강남역 교차로                                                       | 서울특별시도 제41호선 (강남대로)                            | 서초대로                                                         | 서울특별시  | 서초구                                                   |                                      |
| 강남역 교차로                                                       | 서울특별시도 제41호선 (강남대로)                            | 테헤란로                                                         | 서울특별시  | 강남구                                                   |                                      |
| 국기원입구 교차로                                                   | 테헤란로7길 테헤란로8길                                     | 테헤란로                                                         | 서울특별시  | 강남구                                                   |                                      |
| 역삼역 교차로                                                       | 논현로                                                      | 테헤란로                                                         | 서울특별시  | 강남구                                                   |                                      |
| 르네상스호텔 교차로                                                 | 서울특별시도 제51호선 (언주로)                              | 테헤란로                                                         | 서울특별시  | 강남구                                                   |                                      |
| 선릉역 교차로                                                       | 선릉로                                                      | 테헤란로                                                         | 서울특별시  | 강남구                                                   |                                      |
| 선정릉                                                              |                                                             | 테헤란로                                                         | 서울특별시  | 강남구                                                   |                                      |
| 포스코사거리                                                        | 삼성로                                                      | 테헤란로                                                         | 서울특별시  | 강남구                                                   |                                      |
| 삼성역 교차로 (코엑스)                                              | 국도 제47호선 (영동대로) 국가지원지방도 제23호선 (영동대로) | 테헤란로                                                         | 서울특별시  | 강남구                                                   |                                      |
| 강남경찰서 교차로                                                   | 테헤란로113길 테헤한로114길                                 | 테헤란로                                                         | 서울특별시  | 강남구                                                   |                                      |
| 삼성교 교차로                                                       | 테헤란로115길 역삼로107길                                   | 테헤란로                                                         | 서울특별시  | 강남구                                                   |                                      |
| 삼성교                                                              |                                                             | 테헤란로                                                         | 서울특별시  | 강남구                                                   |                                      |
| 올림픽로                                                            | 송파구                                                      |                                                                  | 서울특별시  |                                                          |                                      |
| 올림픽로                                                            | 송파구                                                      | 종합운동장 교차로                                                | 서울특별시  | 탄천동로                                                 |                                      |
| 올림픽로                                                            | 송파구                                                      | 서울종합운동장 (남문) (종합운동장역)                             | 서울특별시  |                                                          |                                      |
| 올림픽로                                                            | 송파구                                                      | 종합운동장 교차로                                                | 서울특별시  | 백제고분로                                               |                                      |
| 올림픽로                                                            | 송파구                                                      | 잠실새내역 교차로                                                | 서울특별시  | 석촌호수로                                               |                                      |
| 올림픽로                                                            | 송파구                                                      | 잠실3사거리                                                      | 서울특별시  | 잠실로                                                   |                                      |
| 올림픽로                                                            | 송파구                                                      | 롯데월드                                                         | 서울특별시  |                                                          |                                      |
| 올림픽로                                                            | 송파구                                                      | 잠실역 교차로 (롯데월드타워)                                     | 서울특별시  | 국도 제3호선 (송파대로) 서울특별시도 제71호선 (송파대로) |                                      |
| 올림픽로                                                            | 송파구                                                      | 송파구청 교차로                                                  | 서울특별시  | 오금로                                                   |                                      |
| 올림픽로                                                            | 송파구                                                      | 올림픽공원 교차로 (평화의 문) (몽촌토성역)                       | 서울특별시  | 위례성대로                                               |                                      |
| 올림픽로                                                            | 송파구                                                      | 올림픽회관 교차로 (올림픽공원 서1문)                             | 서울특별시  | 올림픽로35길                                             |                                      |
| 올림픽로                                                            | 송파구                                                      | 성내교                                                           | 서울특별시  |                                                          |                                      |
| 올림픽로                                                            | 송파구                                                      | 올림픽대교남단 교차로                                            | 서울특별시  | 서울특별시도 제60호선 (강동대로)                         |                                      |
| 올림픽로                                                            | 송파구                                                      | 풍납사거리                                                       | 서울특별시  | 토성로 강동대로 연결도로                                 |                                      |
| 올림픽로                                                            | 서:송파구 동:강동구                                         | 풍납사거리                                                       | 서울특별시  | 토성로 강동대로 연결도로                                 |                                      |
| 올림픽로                                                            | 강동구청역 교차로 (강동구청)                                | 성내로 천호옛길                                                  | 서울특별시  |                                                          |                                      |
| 올림픽로                                                            | 영파여자고등학교앞 교차로                                   | 풍성로                                                           | 서울특별시  |                                                          |                                      |
| 올림픽로                                                            | 천호사거리 (천호역) (풍납토성)                              | 국도 제43호선 (천호대로) 서울특별시도 제50호선 (천호대로)        | 서울특별시  |                                                          |                                      |
| 올림픽로                                                            | 천호사거리 (천호역) (풍납토성)                              | 국도 제43호선 (천호대로) 서울특별시도 제50호선 (천호대로)        | 서울특별시  | 강동구                                                   |                                      |
| 올림픽로                                                            | 광진교남단 교차로                                           | 구천면로                                                         | 서울특별시  |                                                          |                                      |
| 올림픽로                                                            | 천호동공원 교차로                                           | 천중로                                                           | 서울특별시  |                                                          |                                      |
| 올림픽로                                                            | 암사역 교차로                                               | 상암로                                                           | 서울특별시  |                                                          |                                      |
| 올림픽로                                                            | 선사사거리                                                  | 고덕로                                                           | 서울특별시  |                                                          |                                      |
| 올림픽로 직결                                                       |                                                             |                                                                  |             |                                                          |                                      |

## 향후 계획
8호선 종점인 암사역에서 구리, 남양주 별내로 향하는 별내선 광역철도가 계획되어 있다.